# Melanolophia nebularia
Melanolophia nebularia är en fjärilsart som beskrevs av William Schaus 1897. Melanolophia nebularia ingår i släktet Melanolophia och familjen mätare. Inga underarter finns listade i Catalogue of Life.